# Botia almorhae
Botia almorhae är en fiskart som beskrevs av Gray, 1831. Botia almorhae ingår i släktet Botia och familjen nissögefiskar. IUCN kategoriserar arten globalt som livskraftig. Inga underarter finns listade.